# 흥안군 (만주국)

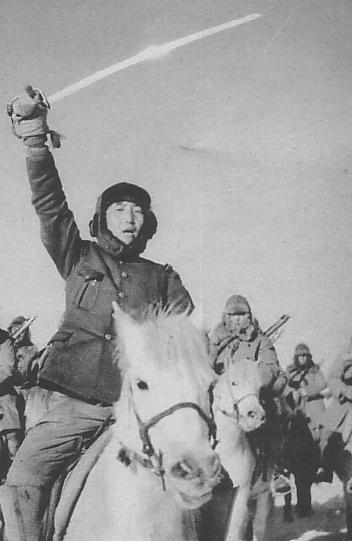
흥안군 기병대

흥안군(興安軍)은 만주국의 몽골족 거주지역을 관할했던 만주국 육군의 부대이다.

## 개요
흥안군의 특징은 만주국 육군의 다른 부대가 다민족 혼성인 것에 반하여 비록 교관으로 일본인이 배속되었지만 몽골족만으로 구성되었다는 점이다. 부대는 주로 초원 지대에서 활동하였다. 부대가 초원 지대의 거류민으로 구성되었기 때문에, 겨울에 낙오자 없이 행군할 수 있었고 야간에도 방향을 잃지 않고 행동할 수 있었다. 마술이 뛰어나 고삐를 잡지 않고 사격을 하였다. 이러한 특성으로 적군의 배후를 치는 만주국의 유격대로서 활약하였다.

## 같이 보기
- 만주국 육군